# Каплун, Сергей Ильич
Каплун Сергей Ильич (27 апреля 1897, Староконстантинов — 22 октября 1943) — советский учёный-медик, врач, гигиенист, профессор МГУ, основатель научной школы, организатор первой кафедры гигиены труда.

## Биография
Родился в семье врача Шмуль-Эля Менахемовича Каплуна (1867—?). В 1917 году окончил медицинский факультет Московского университета и в том же году вступил в коммунистическую партию. В 1918 году работая в НКТ начал заниматься подготовкой первых советских правил и нормативов в области санитарной охраны труда. С чрезвычайной энергией приступил С. И. Каплун к серьёзной просветительной работе. В то время им было напечатано около 100 работ. Член ВКП(б) (с 1917 года).
Все более расширялась его учебно-педагогическая работа. В 1921 году он начал читать на факультете общественных наук МГУ курс санитарной гигиены. Уже в 1922 году на медицинском факультет того же университета, которым руководил Н. А. Семашко. В 1924 году С. И. Каплун приступил к организации Государственного института охраны труда. Тогда он был уже профессором, возглавлял кафедру гигиены труда 2 МГУ (1924). С. И. Каплун участвовал на международных научных конгрессах и конференциях (в Амстердаме, Дюссельдорфе и др.), сотрудничал в многих иностранных журналах. Когда создавалась Большая медицинская энциклопедия, он был одним из соредакторов. В 1933 году С. И. Каплун оставил пост директора Института охраны труда. Он сосредоточил деятельность на кафедры гигиены труда 1 Московского медицинского института. В 1939 году С. И. Каплун стал деканом санитарно-гигиенического факультета 1 Московского медицинского института. Особенно много внимания он уделял улучшению преподавания гигиенических дисциплин, считал, что гигиенические науки не являются узкими, а наоборот, тесно связаны с общетеоретическими и клиническими дисциплинами, патологией, физиологией и другими областями медицины, по которым должна быть обеспечена хорошая подготовка. Также он выдвинул идею о необходимости пересмотра списка государственных экзаменов с обязательным включением в них профильных гигиенических дисциплин. Когда началась Великая Отечественная война и 1 Московский медицинский институт был эвакуирован, С. И. Каплун по поручению Наркомздрава стал уполномоченным по борьбе с инфекционными заболеваниями. В 1942 году добровольно пошёл служить в Красную Армию. 22 октября 1943 года погиб за Родину.

## Научные труды
С. И. Каплун — автор многих научных трудов, таких как «Санитарная статистика труда» (1924), «Основы общей гигиены» (1925—1926), «Теория и практика охраны труда» (1926—1927), «Общая гигиена труда» (1940) и т. д.
Трудился С. И. Каплун с полной отдачей сил, к себе был очень требователен, самокритичен. Его деятельность способствовала развитию советской гигиены труда как науки со своими особыми путями, методами, достижениями.